# Плају (Провица де Сус)
Плају (рум. Plaiu) насеље је у Румунији у округу Прахова у општини Провица де Сус. Oпштина се налази на надморској висини од 737 m.

## Становништво
Према подацима из 2002. године у насељу је живело 577 становника, од којих су сви румунске националности.